# Grayan-et-l'Hôpital
Grayan-et-l'Hôpital är en kommun i departementet Gironde i regionen Nouvelle-Aquitaine i sydvästra Frankrike. Kommunen ligger i kantonen Saint-Vivien-de-Médoc som tillhör arrondissementet Lesparre-Médoc. År 2022 hade Grayan-et-l'Hôpital 1 545 invånare.

## Befolkningsutveckling
Antalet invånare i kommunen Grayan-et-l'Hôpital
Referens:INSEE